# Щакараму

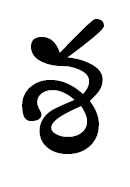
Щакараму

Щакараму — (శకారం, англ. ṣacāram, ща-буква) — ща, дополнительная согласная буква слогового алфавита телугу, обозначает глухой альвеоло-палатальный фрикатив [ɕ]. В названии కారం (cāram) означает буквально «буква», «-му» — суффикс существительного, опускаемый в санскрите, но обязательный в телугу. Надстрочный надстрочный контактный диакритический знак (надстрочная часть буквы) в виде «✓» называется талакатту и обозначает короткий гласный «а» (аналогично క, గ — «ка», «га»).
Ща гунинтам: శ, శా, శి, శీ, శు, శూ, శె, శే, శై, శొ, శో, శౌ, в некоторых случаях (например శు — ṣu) талакатту сохраняется, но не произносится.
Подстрочная буква «ща» называется щаватту:

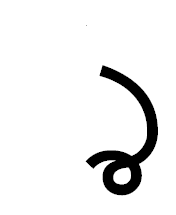
Щаватту (телугу)
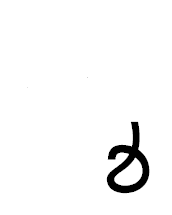
Щаотту (каннада)